# Ray Romano
Raymond Albert Romano (New York, 21 dicembre 1957) è un attore e comico statunitense.
Ha vinto un Emmy Award. È famoso per aver interpretato Ray Barone nella serie televisiva Tutti amano Raymond, scritta da lui stesso insieme a Philip Rosenthal. Ha inoltre doppiato, nelle versioni originali, Manfred il mammut ne L'era glaciale e nei seguiti L'era glaciale 2 - Il disgelo, L'era glaciale 3 - L'alba dei dinosauri, L'era glaciale 4 - Continenti alla deriva e L'era glaciale - In rotta di collisione.

## Biografia
Romano è nato e cresciuto a Forest Hills, un quartiere del Queens (New York), in una famiglia d'origini italiane, secondogenito dei tre figli di Albert Romano (1925-2010), un agente immobiliare ed ingegnere, e di Lucie Fortini (nata Luciana Fortini), un'insegnante di pianoforte. Suo fratello maggiore, Richard (n. 1956), è un poliziotto, con il grado di sergente, dell'NYPD, mentre suo fratello minore, Robert (n. 1966), è un insegnante. Romano frequentò le scuole elementari e medie presso l'istituto scolastico Our Lady Queen of Martyrs del proprio quartiere. Dopo aver frequentato brevemente l'Archbishop Molloy High School, si diploma alla Hillcrest High School nel 1975, dove tra i suoi compagni di classe figurava tra l'altro una giovane Fran Drescher, e consegue poi la laurea in contabilità al Queens College.

### Carriera
La sua carriera inizia sul canale statunitense Comedy Central, partecipando alla serie TV animata Dr. Katz, Professional Therapist. Dopo, fece parte del cast nella sit-com statunitense (ora non più in programmazione), NewsRadio, interpretando Joe. Questo personaggio venne però ucciso per lasciare spazio ad un altro interpretato da Joe Rogan. Più tardi si occupò di una sit-com con lui protagonista, Tutti amano Raymond.
Aiutò anche Kevin James, suo grande amico, ad entrare nel mondo dello show-business, facendolo entrare nel cast di Tutti amano Raymond. Nel 1998 Kevin riuscì anche ad avere una parte da protagonista nella sit-com The King of Queens. Soltanto nel 2006 riusciranno a riunirsi nel film Grilled con due parti da protagonisti. Ray, apparì anche nel duemillesimo episodio di Who Wants to Be a Millionaire (il quiz televisivo da cui fu preso spunto per Chi vuol essere milionario?) vincendo 125.000 di dollari (donati poi alla NYPD e alla D.A.R.E).
Nel 2001 fu nominato in un programma di E!, che parlava dei 20 comici dell'anno. Nel 2004 divenne famoso per essere entrato nel Guinness dei primati come l'attore televisivo più pagato della storia; nello stesso anno il suo salario, per interpretare la parte di Ray Barone in Tutti amano Raymond, era di 50.000.000 di dollari. Sempre nel 2004, la stessa serie TV guadagnò 3.9 miliardi di dollari. Ray, è stato anche il soggetto del film-documentario 95 Miles To Go che è uscito negli USA il 7 aprile 2007.

### Vita privata
Nel 1987 ha sposato l'attrice Anna M. Scarpulla, che aveva conosciuto cinque anni prima. Hanno avuto 4 figli: Alexandra (nata nel 1990), i gemelli Matthew e Gregory (nati nel 1993) e Joseph Raymond (nato nel 1998). Ray è inoltre un abile giocatore di golf, come il suo personaggio, della sua nota sit-com, Ray Barone.

## Filmografia parziale

### Attore

#### Cinema
- Due candidati per una poltrona (Welcome to Mooseport), regia di Donald Petrie (2004)
- Eulogy, regia di Michael Clancy (2004)
- Grilled, regia di Jason Ensler (2006)
- Funny People, regia di Judd Apatow (2009) - Se stesso - Cameo
- Ted, regia di Seth MacFarlane (2012)
- Rob the Mob, regia di Raymond De Felitta (2014)
- The Big Sick - Il matrimonio si può evitare... l'amore no (The Big Sick), regia di Michael Showalter (2017)
- Paddleton, regia di Alex Lehmann (2019)
- The Irishman, regia di Martin Scorsese (2019)
- Bad Education, regia di Cory Finley (2019)
- Somewhere in Queens, regia di Ray Romano (2022)
- Fly Me to the Moon - Le due facce della Luna (Fly Me to the Moon), regia di Greg Berlanti (2024)

#### Televisione
- Tutti amano Raymond (Everybody Loves Raymond) – serie TV, 210 episodi (1996-2005)
- Cosby – serie TV, 1 episodio (1997)
- La tata (The Nanny) – serie TV, 1 episodio (1998)
- The King of Queens – serie TV, 4 episodi, (1998-2005)
- Hannah Montana – serie TV, 1 episodio (2008)
- Men of a Certain Age – serie TV, 22 episodi (2009-2011)
- The Office – serie TV, episodi 7x25-7x26 (2011)
- The Middle – serie TV, 2 episodi (2011)
- Parenthood – serie TV, 44 episodi (2012-2015)
- Vinyl – serie TV, 10 episodi (2016)
- Get Shorty – serie TV, 27 episodi (2017-2019)
- Made for Love – serie TV, 16 episodi (2021-2022)
- No Good Deed - serie TV, 8 episodi (2024)

### Regista
- Somewhere in Queens (2022)

### Sceneggiature
- Tutti amano Raymond - serie TV, 210 episodi (1996-2005)
- Somewhere in Queens, regia di Ray Romano (2022)

## Doppiatore
- Manny in L'era glaciale, L'era glaciale 2 - Il disgelo, L'era glaciale 3 - L'alba dei dinosauri, Scrat's Continental Crack-up, L'era glaciale 4 - Continenti alla deriva e L'era glaciale - In rotta di collisione
- Rio Immagina (Ray Magini) ne I Simpson - episodio Homer fra tetti e Tettone

## Doppiatori italiani
Nelle versioni in italiano delle opere in cui ha recitato, Ray Romano è stato doppiato da:
- Massimo Rossi in Tutti amano Raymond, The Office, Hannah Montana, Parenthood, Vinyl, Bad Education, Made for Love
- Davide Marzi in Funny People, The Irishman
- Franco Mannella in The Big Sick - Il matrimonio si può evitare... l'amore no, No Good Deed
- Gaetano Varcasia in The King of Queens
- Sandro Acerbo in Due candidati per una poltrona
- Corrado Conforti in The Middle
- Stefano Benassi in Get Shorty
- Andrea Lavagnino in Rob the Mob
- Massimo De Ambrosis in Paddleton
- Angelo Maggi in Fly Me to the Moon - Le due facce della Luna

Da doppiatore è stato sostituito da:
- Leo Gullotta in L'era glaciale, L'era glaciale 2 - Il disgelo, L'era glaciale 3 - L'alba dei dinosauri, L'era natale, Scrat's Continental Crack-up
- Filippo Timi in L'era glaciale 4 - Continenti alla deriva, L'era glaciale - La grande caccia alle uova, L'era glaciale - In rotta di collisione
- Enrico Di Troia in I Simpson

## Premi e riconoscimenti
- Primetime Emmy Awards
  - 2002 - Migliore attore protagonista in una serie commedia - Tutti amano Raymond (Everybody Loves Raymond)